# MetaPost
MetaPost és un llenguatge de programació per a la generació de caràcters gràfics, especialment per a caràcters TEX i documents troff. i l'únic intèrpret del llenguatge de programació MetaPost. Han estat desenvolupats per John Hobby i tots dos han estat derivats a partir del llenguatge i de l'intèrpret de Metafont. Produeix diagrames utilitzant el llenguatge de programació PostScript a partir d'una descripció geomètrica i algebraica. MetaPost comparteix la sintaxi declarativa de Metafont per a manipular línies, corbes, punts i transformacions geomètriques.

## Característiques
- Programari lliure, sota llicència GNU Lesser General Public License.[3]
- Creació d'arxius de sortida en formats de gràfics vectorials PostScript encapsulat i SVG a més a més dels mapes de bits en PNG que Metafont ja produïa, encara que en formats diferents.[1]
- És ideal per produir gràfics que han de ser impresos en impressores PostScript.[4]
- Suporta colors RGB i amb l'extensió MetaFun suporta colors CMYK.[5]

## Història
MetaPost fou escrit per John Hobby a AT&T basant-se en Metafont. Donald Knuth va autoritzar la copia del codi Metafont pel seu desenvolupament. L'agost de 1989 una versió preliminar fou presentada a una reunió d'un grup d'usuaris de TeX. El 1991, la primera versió estable i el primer manual foren distribuïts en cercles acadèmics. El 14 d'abril de 1992 es publica la versió 0.50, la primera que es distribueix de manera oberta. Però no és fins al 21 de desembre de 1994, quan MetaPost esdevé públic.
Amb el decurs del temps es va analitzar que la major part d'usuaris de MetaPost l'empraven com un programari de dibuix per lots per crear gràfics. S'utilitzaven diferents macros i extensions, tot plegat complicava el flux de treball. és per això que, la tardor del 2007, MetaPost va ser separat en un programari fronted i una biblioteca backend anomenada, MPlib, que després va ser vinculada a LuaTeX per Taco Hoekwater.